# Космос-485
Космос-485 је један од преко 2400 совјетских вјештачких сателита лансираних у оквиру програма Космос.
Космос-485 је лансиран са космодрома Плесецк, СССР, 11. априла 1972. Ракета-носач Р-12 Двина (8К63, НАТО ознака SS-4 Sandal) са додатим степеном је поставила сателит у орбиту око планете Земље. 